# 福娃
福娃（フーワー、fúwá）は、2008年8月に中国の北京を中心にして開催された北京オリンピックのマスコットキャラクターである。北京オリンピック開催の1000日前にあたる2005年11月11日に公表された。デザイナーは韓美林、呉冠英ら。設定は「幸福をもたらす5人の童子」。
全部で「ベイベイ（貝貝、贝贝）、ジンジン（晶晶）、ファンファン（歓歓、欢欢）、インイン（迎迎）、ニーニー（妮妮）」の5体のキャラクターからなり、それぞれに中国文化（五行思想、図紋、象徴）や五輪の色をモチーフに作成されており、世界に友情・平和を伝え、人と自然の調和を広めるという願いが込められている。
また、この5体のキャラクターというのはオリンピックの最多記録で冬季長野五輪のスノーレッツ（4体）がそれに続いている。

## キャラクター

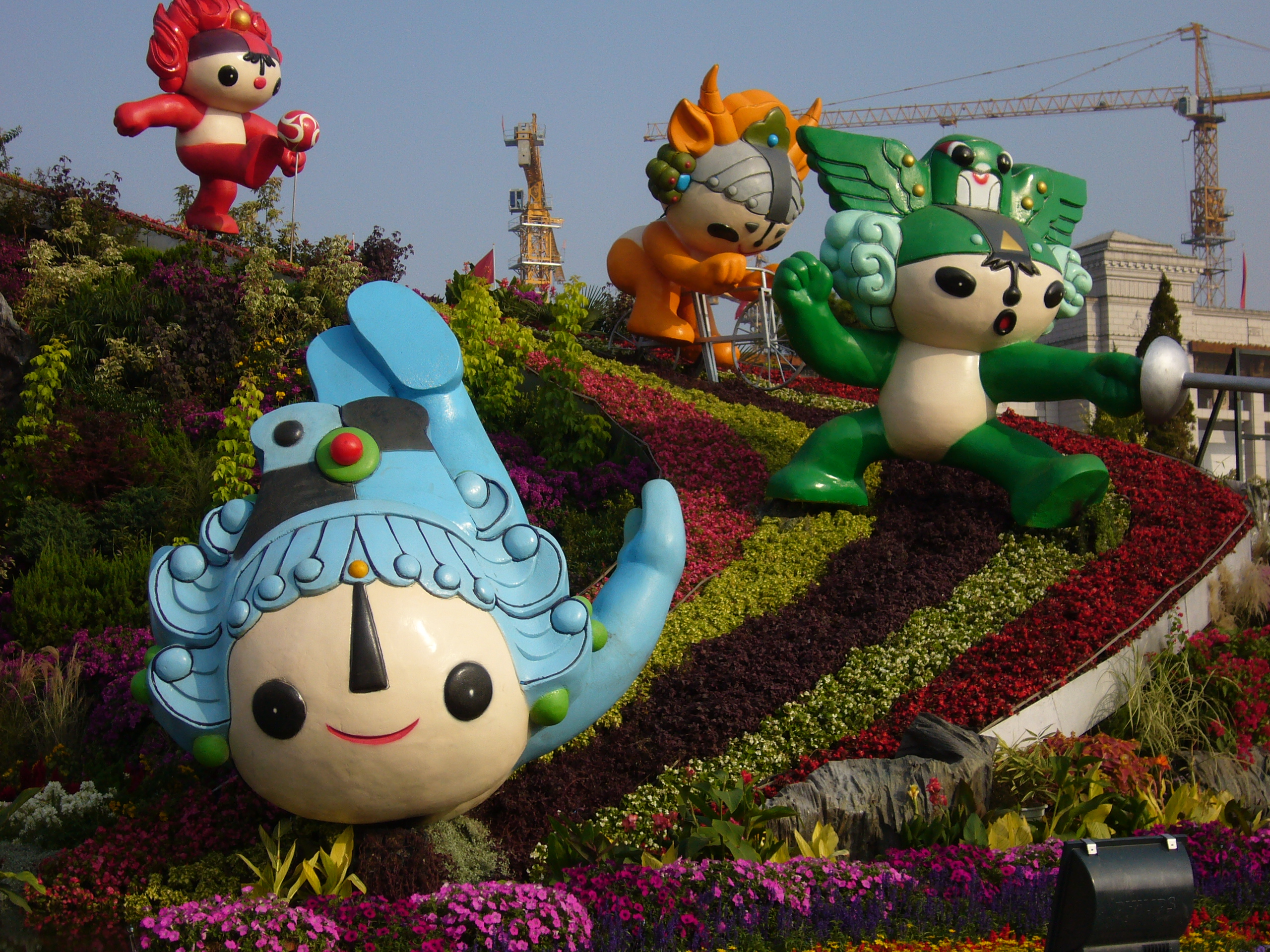
中国各地の公園で見られた福娃。

- ベイベイ（貝貝、贝贝）：中国の伝統画である「連年有魚」と、頭部の飾りは中国新石器時代の半坡遺跡から出土した紋様を基にしている。温和で友好的な性格。モチーフは水と魚（画像の一番左）。海洋を象徴している。イメージカラーは青で、得意競技は水泳。性別は女子。
- ジンジン（晶晶）：緑色の部分は宋代の焼き物「宋瓷」に使われたハスの花びらの形。楽観的でパワフルな性格。モチーフはパンダ（左から二番目）。森林を象徴している。イメージカラーは黒で、得意競技は柔道など力を使う競技。性別は男子。
- ファンファン（歓歓、欢欢）：グループのリーダー。その風貌は敦煌壁画の中に描かれている炎の文様をモチーフにしている。外向的で責任感が強く、福娃の中では皆の兄貴分。モチーフは五輪聖火（画像の真ん中）。火を象徴している。イメージカラーは赤で、得意競技は球技。性別は男子。
- インイン（迎迎）：頭部の飾りはチベットや新疆などの西部地域のデザイン。すばしっこく、やんちゃな性格。モチーフはチベットカモシカ（右から二番目）。大地を象徴している。イメージカラーは黄で、得意競技は陸上競技。性別は男子。
- ニーニー（妮妮）：頭部の飾りは沙燕凧をイメージしたデザイン。天真爛漫な性格でおっとりお嬢様キャラで知られ、モチーフはツバメ（画像の一番右）。天空を象徴している。イメージカラーは緑で、得意競技は体操競技。性別は女子。

左からほぼこの順で固定されている。詳細な解説は中国語版や英語版を参照のこと。

## その他
- この福娃たちの名前をつなげると、「（中国語で）北京へようこそ（北京欢迎你）」と同じ発音になる。
- 中国民航大学ロボット研究所により開発されたロボットが、2008年7月15日からオリンピック期間中北京首都国際空港T3デッキに置かれていた[1]。また、北京パラリンピックのマスコットである福牛楽楽のロボットが、9月2日より、同じT3デッキに置かれた[2]。
- 英文では当初「フレンドリーズ（Friendlies）」と発表されたが、撤回され「Fuwa」となっている。これは、蘭州大学資環学院の李教授とネットユーザーが「Friendlies」は中国国内で「英語として正しくない」、「Friendless（「友達のいない」）に聞こえる」「Friend lies（「友は嘘をつく」）につながる」として北京オリンピック委員会に異議を唱えていたためと言われている[3]。
- 北京オリンピック開催前の中国では自然災害や騒乱、事故などが相次ぎ、福娃がそれらの災害を象徴していると中国国内で話題になった。具体的には、魚を形象化したベイベイが中国南部地方の大洪水を、パンダのジンジンがパンダ保護区域で有名な四川省での大地震を、チベットカモシカのインインがチベットの首都ラサで起こったチベット騒乱を、聖火を形象化したファンファンが聖火リレーをめぐる騒動を、燕凧を頭につけたニーニーが凧で有名な山東省で発生した列車衝突事故を思い起こさせるとされた[4]。
- 上記の理由からか、開会式には参加していない。

## アニメ化
北京オリンピックの開催国である中国では、福娃たちを主人公にしたアニメが3本作られた。
- 福娃奥運漫遊記(福娃オリンピック漫遊記[5])：北京テレビ傘下の制作会社がつくったアニメ。張国立、陶虹、張靚穎、潘粤明など中国では人気ある俳優・歌手が声を当てた。オリンピックの歴史と、選手らの物語。キャラクター同士の関係などを絶妙に織り込んだのが大衆の人気を勝ち取り、視聴率は上昇し、数々の賞をとった。また、2008年6月24日、この作品の金製DVDが中国映画博物館に収蔵されることになった[6]。
- 福娃ベイベイの約束：CCTVと深圳市鳳凰メディア社が作ったアニメ。ヴィッキー・チャオや姚晨、王志文、董浩ら有名俳優が声を当てたり、童話作家として有名な鄭淵潔に監督と脚本を依頼したが、声とイメージが合わなかったり、神話風に脚色されすぎていたため、あまり人気は出なかった。
- 福娃の五連環：CCTVが「福娃貝貝の約束」の失敗を挽回するためにつくったアニメ。五連環とは、五輪を表す中国語から。